# جورج تي تامورا
جورج تي تامورا (بالإنجليزية: George T. Tamura)‏ هو فنان أمريكي، ولد في 27 نوفمبر 1927، وتوفي في 11 فبراير 2010.